# Flavour (Sensorik)
Unter Flavour versteht man laut DIN 10950 den sensorischen Gesamteindruck beim Verzehr eines Lebensmittels. Flavour ist demnach die Summe aus Geschmack und Aroma, umfasst aber auch haptische Eindrücke (größtenteils Textur).